# スライファー (小惑星)
スライファー (1766 Slipher) は小惑星帯に位置する小惑星。1962年9月7日、インディアナ小惑星計画 (Indiana Asteroid Program) によりゲーテ・リンク天文台で発見された。
アメリカ合衆国の天文学者、ヴェスト・スライファー (Vesto Melvin Slipher) とアール・スライファー (Earl Charles Slipher) 兄弟に因んで命名された。